# Парни и куколки (фильм)
«Парни и куколки» (англ. Guys and Dolls) — музыкальный фильм режиссёра Джозефа Манкевича, вышедший на экраны в 1955 году. Экранизация одноимённого мюзикла, созданного Фрэнком Луссером на либретто Джо Сверлинга и Эйба Барроуза.

## Сюжет
Прожжённый игрок Натан Детройт (Фрэнк Синатра) получает предложение организовать большую игру в кости, однако для этого требуется где-то достать 1000 долларов. Пребывая в затруднении, Натан случайно встречает Ская Мастерсона (Марлон Брандо), славящегося своей страстью заключать пари практически на что угодно. Скай хвастается, что может взять с собой в поездку на Кубу любую женщину, которую бы он только пожелал. Воспользовавшись этим случаем, Натан предлагает пари, что указанная им женщина не согласится отправиться со Скаем. Тот соглашается на поставленные условия, а Натан выбирает строгую Сару Браун (Джин Симмонс) из Армии спасения. Обманом Скаю удаётся добиться её согласия пообедать с ним в Гаване, где между ними начинают складываться романтические отношения. Натан же, уверенный в своей победе, готовится организовать на полученные деньги крупную подпольную игру в здании Армии спасения. Чтобы спасти миссию Сары от закрытия, Скай завлекает в неё десятки игроков, выдавая их за жаждущих исправления грешников.

## В ролях
- Марлон Брандо — Скай Мастерсон
- Джин Симмонс — Сара Браун
- Фрэнк Синатра — Натан Детройт
- Вивиан Блейн — мисс Аделаида
- Роберт Кит — лейтенант Бранниган
- Стабби Кэй — Найсли Джонсон
- Б. С. Пулли — Большой Джул
- Джонни Силвер — Бенни Саутстрит
- Шелдон Леонард — Гарри Лошадь
- Веда Энн Борг — Лаверн
- Дэнни Дэйтон — Расти Чарли
- Реджис Туми — брат Арвид
- Goldwyn Girls — девушки
- Сандра Уорнер — близняшка Голдуин

## Интересные факты
- Вивиан Блейн, Стабби Кэй, Б. С. Пулли и Джонни Силвер повторили свои роли с бродвейской постановки в фильме.
- Марлон Брандо играет в фильме роль Ская Мастерсона, но эту роль хотел играть Фрэнк Синатра. Марлон Брандо должен был играть роль Натана Детройта, но ему не нравилась роль. В итоге актёров поменяли местами, и в процессе съёмок между ними были натянутые отношения.
- Мэрилин Монро хотела играть роль Аделаиды, но режиссёр фильма Джозеф Манкевич уже работал прежде с ней в 1950 году в фильме «Всё о Еве», и, судя по всему, от работы с актрисой у него остались плохие воспоминания. Бетти Грейбл хотела играть ту же роль, но поругалась с продюсером фильма. В качестве кандидатки на роль также рассматривалась Джуди Холлидей.
- Джин Келли был кандидатом на роль Ская Мастерсона, но был связан контрактом со студией MGM, которая отказалась «одолжить» его для этого фильма.
- В качестве кандидаток на роль Сары Браун рассматривались Грейс Келли и Одри Хепбёрн.
- До того, как Сэмюэл Голдвин перекупил права на экранизацию мюзикла у студии Paramount, студия мечтала экранизировать его со следующим составом: Кларк Гейбл в роли Ская Мастерсона, Боб Хоуп в роли Натана Детройта, Джейн Рассел в роли Сары Браун и Бетти Грейбл в роли мисс Аделаиды.

## Награды и номинации
- 1956 — 4 номинации на премию «Оскар»: лучшая операторская работа в цветном фильме (Гарри Стрэдлинг), лучшая работа художников и декораторов (Оливер Смит, Джозеф Райт, Говард Бристол), лучшие костюмы (Ирен Шарафф), лучшая запись музыки (Джей Блэктон, Сирил Мокридж).
- 1956 — две премии «Золотой глобус»: лучший фильм — комедия или мюзикл, лучшая женская роль в комедии или мюзикле (Джин Симмонс).
- 1956 — номинация на премию Гильдии сценаристов США за лучший американский мюзикл (Джозеф Манкевич).
- 1957 — две номинации на премию Британской киноакадемии: лучший фильм, лучшая зарубежная актриса (Джин Симмонс).

## Критика
Кинокритик The Independent Джеффри Макнэб назвал фильм «подлинным наслаждением», отметив, что «его чудо проистекает из соединения широкоэкранного цветового богатства и роскоши, с приземлённым уличным юмором». Однако рецензент TV Guide посчитал, что «из великой пьесы получился лишь хороший фильм, так как он оказался не в состоянии передать всё очарование великолепной сценической версии, несмотря на участие в проекте нескольких очень талантливых людей». Тем не менее, «несмотря на некоторые недостатки фильм очень весёлый, но мог бы быть ещё лучше, если бы Голдвин сделал его ближе к театральной версии».